# San José el Potrero, Guerrero
San José el Potrero är en ort i Mexiko.   Den ligger i kommunen Taxco de Alarcón och delstaten Guerrero, i den sydöstra delen av landet, 90 km söder om huvudstaden Mexico City. San José el Potrero ligger 1 128 meter över havet och antalet invånare är 711.
Terrängen runt San José el Potrero är kuperad västerut, men österut är den platt. Terrängen runt San José el Potrero sluttar österut. Runt San José el Potrero är det ganska tätbefolkat, med 160 invånare per kvadratkilometer. Närmaste större samhälle är Taxco de Alarcón, 17,4 km sydväst om San José el Potrero. I omgivningarna runt San José el Potrero växer huvudsakligen savannskog.